# بيتريتش
بيتريتش
هي مدينة بلغارية تقع في مقاطعة بلاغويفغراد في بلغاريا , حيث بلغ عدد سكانها عام 2005م 35341 نسمة، ويعتمد أهل المدينة على الزراعة كمصدر دخل لهم .

## المناخ
يظهر الجدول التالي التغييرات المناخية على مدار السنة لبيتريتش:
| البيانات المناخية لـبيتريتش       | البيانات المناخية لـبيتريتش | البيانات المناخية لـبيتريتش | البيانات المناخية لـبيتريتش | البيانات المناخية لـبيتريتش | البيانات المناخية لـبيتريتش | البيانات المناخية لـبيتريتش | البيانات المناخية لـبيتريتش | البيانات المناخية لـبيتريتش | البيانات المناخية لـبيتريتش | البيانات المناخية لـبيتريتش | البيانات المناخية لـبيتريتش | البيانات المناخية لـبيتريتش | البيانات المناخية لـبيتريتش |
| الشهر                             | يناير                       | فبراير                      | مارس                        | أبريل                       | مايو                        | يونيو                       | يوليو                       | أغسطس                       | سبتمبر                      | أكتوبر                      | نوفمبر                      | ديسمبر                      | المعدل السنوي               |
| --------------------------------- | --------------------------- | --------------------------- | --------------------------- | --------------------------- | --------------------------- | --------------------------- | --------------------------- | --------------------------- | --------------------------- | --------------------------- | --------------------------- | --------------------------- | --------------------------- |
| متوسط درجة الحرارة الكبرى °م (°ف) | 9.5 (49.1)                  | 11.1 (52.0)                 | 15.6 (60.1)                 | 20.5 (68.9)                 | 26.0 (78.8)                 | 30.5 (86.9)                 | 33.5 (92.3)                 | 33.5 (92.3)                 | 28.1 (82.6)                 | 21.7 (71.1)                 | 15.5 (59.9)                 | 10.5 (50.9)                 | 21.2 (70.2)                 |
| المتوسط اليومي °م (°ف)            | 4.0 (39.2)                  | 5.5 (41.9)                  | 10.2 (50.4)                 | 14.8 (58.6)                 | 20.1 (68.2)                 | 24.0 (75.2)                 | 27.0 (80.6)                 | 27.0 (80.6)                 | 22.0 (71.6)                 | 16.1 (61.0)                 | 10.3 (50.5)                 | 5.1 (41.2)                  | 15.5 (59.9)                 |
| متوسط درجة الحرارة الصغرى °م (°ف) | 0.7 (33.3)                  | 1.6 (34.9)                  | 4.5 (40.1)                  | 9.1 (48.4)                  | 14.0 (57.2)                 | 17.5 (63.5)                 | 19.6 (67.3)                 | 19.6 (67.3)                 | 15.5 (59.9)                 | 10.9 (51.6)                 | 5.8 (42.4)                  | 2.6 (36.7)                  | 10.3 (50.5)                 |
| الهطول مم (إنش)                   | 38 (1.5)                    | 38 (1.5)                    | 38 (1.5)                    | 38 (1.5)                    | 48 (1.9)                    | 39 (1.5)                    | 32 (1.3)                    | 28 (1.1)                    | 25 (1.0)                    | 38 (1.5)                    | 59 (2.3)                    | 50 (2.0)                    | 471 (18.5)                  |
| ساعات سطوع الشمس الشهرية          | 113                         | 139                         | 211                         | 215                         | 286                         | 331                         | 373                         | 344                         | 273                         | 206                         | 147                         | 103                         | 2٬733                       |
| المصدر:                           |                             |                             |                             |                             |                             |                             |                             |                             |                             |                             |                             |                             |                             |

## صور

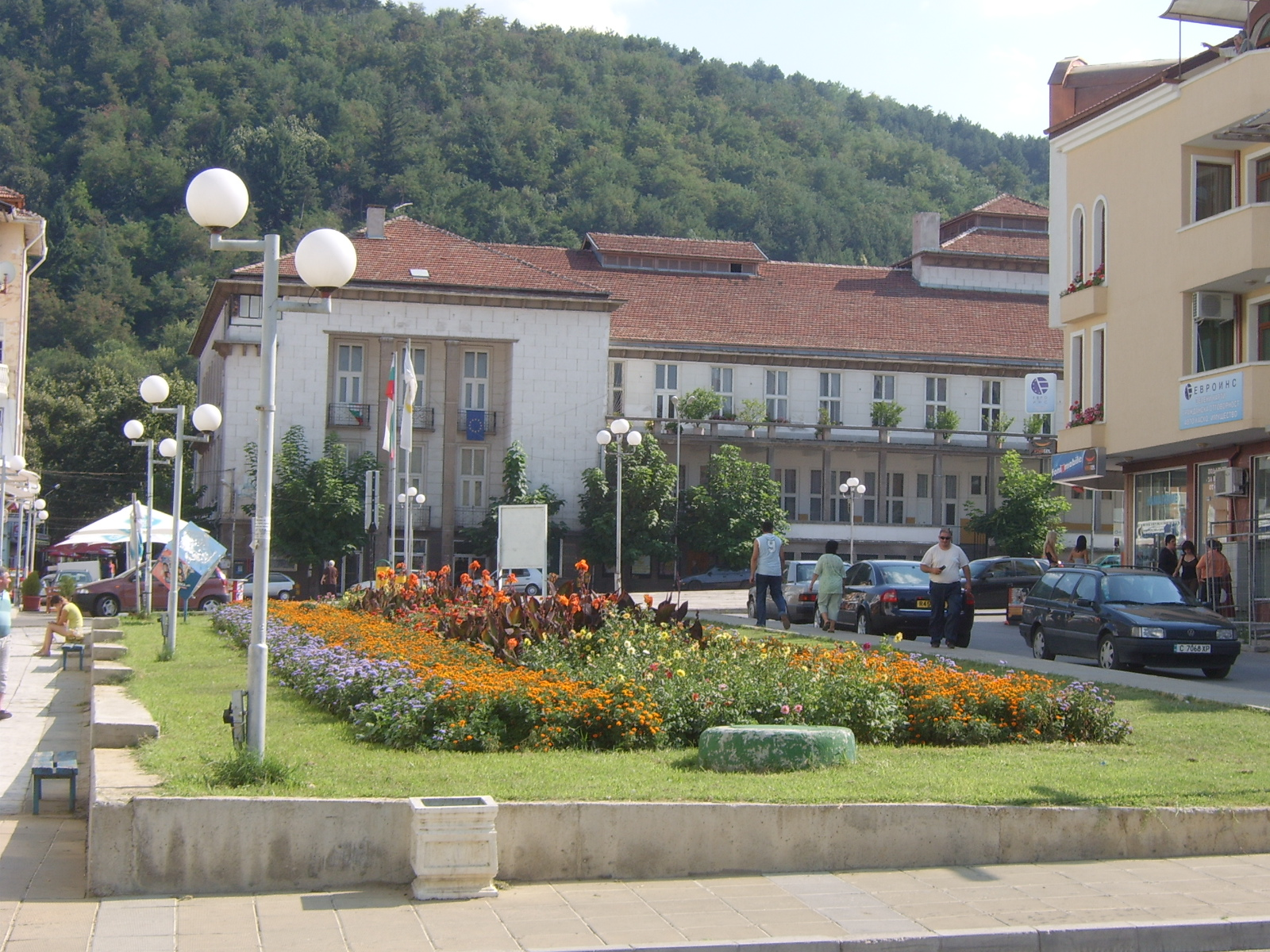
مركز مدينة بيتريتش
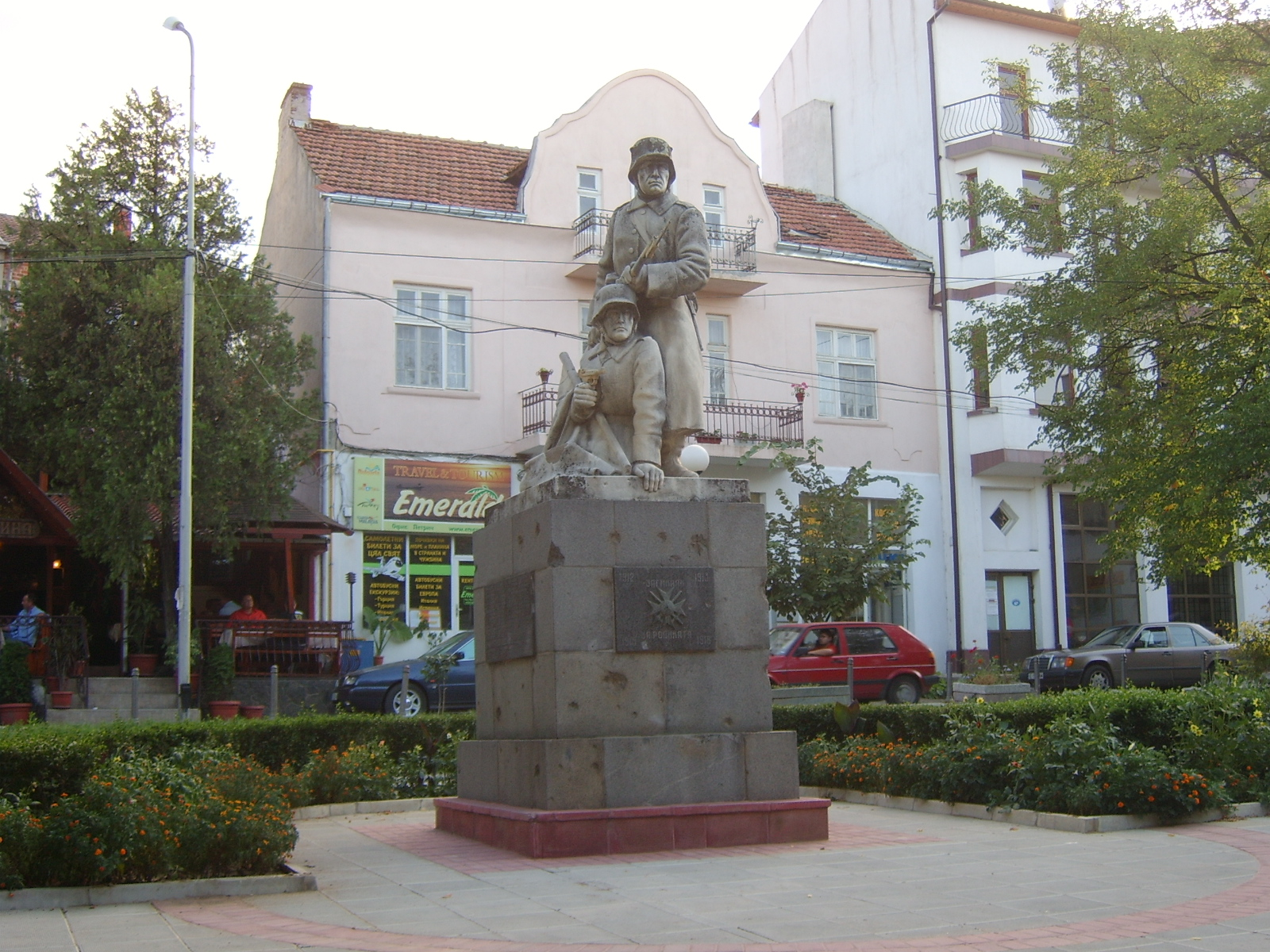
تمثال
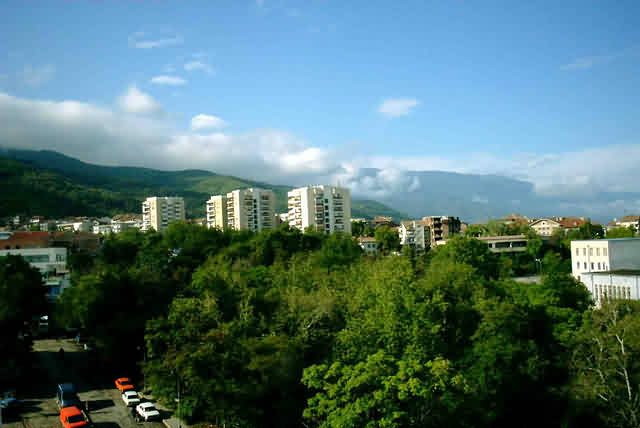
المدينة صباحا
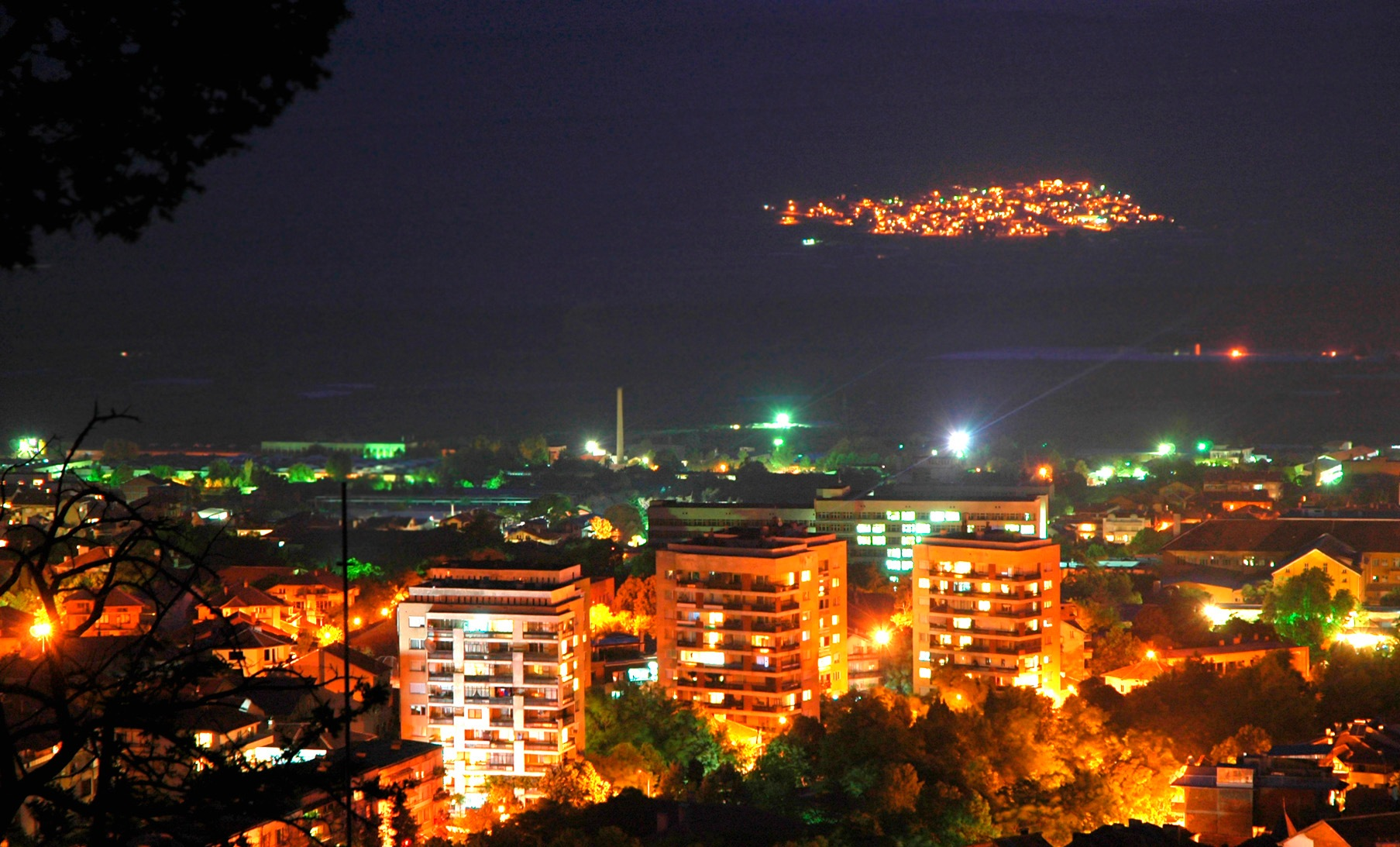
المدينة في الليل

## أعلام
- بلاغوي ماكيندزييف
- كريستيان مالينوف
- إيفان أنتونوف
- نيكولاي ديميتروف
- فلاديمير قبرانوف